# Џеси (ТВ серија)
Џеси (енгл. Jessie) америчка је комедија канала Дизни која је са емитовањем почела 30. септембра 2011, а завршила се 16. октобра 2015. године.
У Србији серија је титлована емитована на српској верзији Дизни канала. Титл је радила Ес-Ди-Ај Медија.

## Радња
Џеси Прескот је девојка која прати свој сан да постане глумица и због тога је из Тексаса побегла у Њујорк. Ту почињу заплети, јер она постаје дадиља деци брачног пара Рос. Они, заправо, имају само једно дете - кћерку Ему, док су Лук, Рави и Зури усвојени. У свом огромном пентхаусу имају и лењог батлера Бертрама који не подноси малу, неваљалу децу и ништа не ради по цео дан. Лука ништа не занима сем његове луде заљубљености према Џеси која га упорно одбија. Рави има свог огромног гуштера, господина Киплинга, око ког се труди и ког много воли. Ема је заинтересована за моду. Њој највећи блам представља да нешто обуче два пута. Зури је мала и ништа је не занима. Има пријатеље из маште, од којих се највише издваја сирена Мили. Џеси улази у везу са чуваром зграде у којој живе, Тонијем.

## Ликови

### Главни ликови
- Џеси Прескот (Деби Рајан) је главна јунакиња серије. Џеси је одрасла у војној бази у Тексасу код строгог оца. Захваљујући њему Џеси је одрасла у лепу, паметну, духовиту и музички надарену девојку. Посао дадиље је добила тако што је дошла у Њујорк да оствари своје снове тј. да постане глумица. Тамо је срела девојчицу Зури, која је убеђује да јој треба дадиља. Џеси је пристала када је сазнала да су то деца супермодела Кристине Рос и режисера Моргана Роса.
- Ема Рос (Пејтон Лист) је најстарије дете породице Рос. Она обожава моду. Није усвојена за разлику од браће и сестре. Помало празноглава. Тајно снима интернет емисију „Шљокаста кутија” о моди, под идентитетом Кити Кутур.
- Лук Рос (Камерон Бојс) је друго дете породице Рос. Бунтовник, ништа га не занима и не учи. Добар је у мувању девојака и у плесу. Потајно свира хармонику. Мисли да је усвојен са суперхеројске планете Криптон. Заљубљен је у Џеси.
- Рави Рос (Каран Брар) треће је дете Росових. Усвојен је из Индије. Има љубимца, огромног гуштера господина Киплинга. Нема пријатеље и лош је у спорту.
- Зури Рос (Скај Џексон) најмлађи је члан породице Рос. Усвојена је из Уганде. Има пријатеље из маште од којих се највише издваја њена најбоља другарица - сирена Мили. На крају прве сезоне, превазилази период измаштаних пријатеља.
- Бертрам Винкл (Кевин Чамберлин) је лењи батлер породице Рос. Константно говори како мрзи Џеси, Ему, Лука, Равија и Зури, иако то баш и није тачно. Јако често спава. Обожава да једе, уме да оњуши сваку врсту сира.

### Споредни ликови
- Морган Рос (Чарлс Естен) је прослављени режисер, Емин, Луков, Зурин и Равијев отац.
- Кристина Рос (Кристина Мур) је манекенка и модна дизајнерка, Морганова супруга.
- Господин Киплинг је Равијев љубимац, азијски водени монитор, којег је он довео из Индије. У последњој епизоди прве сезоне, Џеси, Лук и Рави сазнају да је господин Киплинг заправо женка, након што су видели њена јаја, те је од тада зову Госпођа Киплинг.
- Рода Честерфилд (Керолајн Хенеси) је комшиница Росових. Мрзи целу породицу. Има пса Зуса (Зевса) према ком се опходи као према детету. Заљубљена је у Бертрама и отворено му се набацује, што он упорно уз гађење одбија.
- Тони (Крис Галија) је вратар зграде у којој живе Росови. Једно време био је у вези са Џеси.
- Стјуарт Вутен (Џеј Џеј Тотејџ) је штребер који је заљубљен у Зури.
- Поручник Пити (Џои Ричтер) је полицајац из парка. Прилично је глуп.
- Роузи (Кели Гоулд) је Емина најбоља пријатељица која јој помаже око снимања „Шљокасте кутије”.
- Агата (Џенифер Вал) је зла и арогантна дадиља застрашујућег изгледа пореклом из Уједињеног Краљевства. Џесин главни непријатељ.
- Кони Томсон, познатија као Језива Кони (Сијера Макормик) је луда девојка из Лукове школе. Опсесивно је заљубљена у њега и урадила би шта год само да га се дочепа, па и тешко повређивање других људи. Једно време је била у вези са Равијем. Након неуспешног покушаја отмице Лука и њиховог присилног венчања, више се не појављује.
- Брукс Вентворт (Пирсон Фоуд) је Џесин дечко, касније и вереник. Држи азил у Африци. Касније се испоставља да је син Роде Честерфилд. Брукс проси Џеси и моли је да се венчају што је пре могуће. То је подразумевало чињеницу да Џеси са њим након венчања оде у Африку. Џеси то није могла, те га оставља пред олтаром.

## Преглед
| Сезоне | Сезоне | Епизоде | Оригинално емитовање | Оригинално емитовање |
| Сезоне | Сезоне | Епизоде | Почетак емитовања    | Крај емитовања       |
| ------ | ------ | ------- | -------------------- | -------------------- |
|        | 1      | 26      | 30. септембар 2011   | 7. септембар 2012    |
|        | 2      | 26      | 5. октобар 2012      | 13. септембар 2013   |
|        | 3      | 26      | 5. октобар 2013      | 28. новембар 2014    |
|        | 4      | 20      | 9. јануар 2015       | 16. октобар 2015     |

## Кросовери
Серија је забележила четири успешна кросовера.

### Остин и Али и Џеси
У новембру 2012. Дизни је најавио да ће серија има кросовер са серијом Остин и Али. Епизода „Остин и Али и Џеси” изашла је 7. децембра 2012. године.

### Срећно, Џеси: Њујоршки Божић
У октобру 2013. године објављено је да ће се серије Џеси и Срећно, Чарли укрстити у епизоди „Срећно, Џеси: Њујоршки Божић”. У тој епизоди, јунаци серије Срећно, Чарли - Пи Џеј и Теди долазе у Њујорк и склањају се код Росових током снежне олује. Премијера је била 29. новембра 2013. године.

### Врхунски Спајдермен: Веб ратници
„Врхунски Спајдермен: Веб ратници” је кросовер са Марвел/Дизни XD серијом Врхунски Спајдермен издат 10. октобра 2014. године.

### Џесин Алоха Божић са Паркером и Џоијем
28. новембра 2014. године изашао је једночасовни кросовер са серијом Лив и Меди - „Џесин Алоха Божић са Паркером и Џоијем”, где се појављују Џои Брег (Џои) и Тензинг Норгај Трејнор (Паркер), једни од јунака серије Лив и Меди.